# Boughton Aluph
Boughton Aluph es una parroquia civil del distrito de Ashford, en el condado de Kent (Inglaterra).

## Geografía
Según la Oficina Nacional de Estadística británica, Boughton Aluph tiene una superficie de 9,93 km².

## Demografía
Según el censo de 2001, Boughton Aluph tenía 1099 habitantes (50,96% varones, 49,04% mujeres) y una densidad de población de 110,67 hab/km². El 21,2% eran menores de 16 años, el 73,52% tenían entre 16 y 74 y el 5,28% eran mayores de 74. La media de edad era de 37,96 años. Del total de habitantes con 16 o más años, el 20,09% estaban solteros, el 68,24% casados y el 11,66% divorciados o viudos.
El 93,36% de los habitantes eran originarios del Reino Unido. El resto de países europeos englobaban al 3,18% de la población, mientras que el 3,46% había nacido en cualquier otro lugar. Según su grupo étnico, el 98,37% eran blancos, el 1,09% mestizos y el 0,54% asiáticos. El cristianismo era profesado por el 80,89%, el hinduismo por el 0,45%, el judaísmo por el 0,36%, el islam por el 0,36% y cualquier otra religión, salvo el budismo y el sijismo, por el 0,27%. El 12,56% no eran religiosos y el 5,1% no marcaron ninguna opción en el censo.
575 habitantes eran económicamente activos, 567 de ellos (98,61%) empleados y 8 (1,39%) desempleados. Había 444 hogares con residentes y 22 vacíos.